# Coppa del Mondo di cricket 2019
La Coppa del Mondo di cricket 2019 è stata la dodicesima edizione del torneo mondiale di cricket. Questa edizione del torneo è stata organizzata dall'Inghilterra e Galles, come già le edizioni del 1975, 1979, 1983 e 1999. Si è tenuta dal 30 maggio al 14 luglio 2019.

## Scelta della nazione ospitante
La scelta della sede del torneo è stata definita nel 2011, con largo anticipo rispetto al programma, a causa di una serie di eventi imprevisti. Difatti l'Inghilterra aveva manifestato l'interesse a candidarsi per l'edizione 2015. Tuttavia quel torneo fu assegnato direttamente ad Australia e Nuova Zelanda senza che ci fosse una vera e propria gara come risarcimento per via di alcune controversie scaturite durante la corsa all'organizzazione della coppa del 2011, che portarono i due paesi oceanici ad essere esclusi a discapito della candidatura congiunta di India, Sri Lanka e Bangladesh. In virtù di questa scelta dell'International Cricket Council l'Inghilterra fu "risarcita" con l'assegnazione diretta del trofeo nel 2019.

## Formula
Rispetto alle edizioni 2011 e 2015, l'International Cricket Council ha deciso di ridurre il numero di nazionali partecipanti al torneo da 14 a 10.

## Qualificazioni
Oltre all'Inghilterra, paese ospite, hanno partecipato al torneo le nazionali che occupavano le altre prime sette posizioni nella ICC ODI Team Rankings alla data del 30 settembre 2017; i rimanenti due posti sono stati occupati dalle squadre che avevano vinto il torneo di qualificazione tenutosi nel 2018. Alla classifica ICC ODI Team Rankings hanno partecipato non solo i 10 full members dell'ICC (Inghilterra, Sudafrica, India, Australia, Sri Lanka, Pakistan, Indie Occidentali Britanniche, Bangladesh, Nuova Zelanda e Zimbabwe), ma anche Irlanda e Afghanistan.
Le nazionali qualificate al torneo sono state:
| Metodo di qualificazione     | Data              | Luogo    | Posti | Squadre                                                               |
| ---------------------------- | ----------------- | -------- | ----- | --------------------------------------------------------------------- |
| Nazione ospitante            | 30 settembre 2006 | —        | 1     | Inghilterra                                                           |
| ICC ODI Championship         | 30 settembre 2017 | Varie    | 7     | Australia Bangladesh India Nuova Zelanda Pakistan Sudafrica Sri Lanka |
| ICC World Cup Qualifier 2018 | 23 marzo 2018     | Zimbabwe | 2     | Afghanistan Indie Occidentali                                         |
| Totale                       |                   |          | 10    |                                                                       |

## Stadi
La partita inaugurale si è tenuta al The Oval, le semifinali all'Old Trafford e ad Edgbaston, mentre la finale al Lord's.
| Stadio                      | Città             | Contea          | Capacità | Partite disputate                 |
| --------------------------- | ----------------- | --------------- | -------- | --------------------------------- |
| Edgbaston Cricket Ground    | Birmingham        | Warwickshire    | 25.000   | 5 (inclusa una semifinale)        |
| Bristol County Ground       | Bristol           | Gloucestershire | 17.000   | 3                                 |
| Sophia Gardens              | Cardiff           | Glamorgan       | 15.643   | 4                                 |
| Riverside Ground            | Chester-le-Street | Durham          | 19.000   | 3                                 |
| Headingley Cricket Ground   | Leeds             | Yorkshire       | 17.500   | 4                                 |
| Lord's Cricket Ground       | Londra            | Middlesex       | 28.000   | 5 (inclusa la finale)             |
| The Oval                    | Londra            | Surrey          | 23.500   | 5 (inclusa la partita inaugurale) |
| Old Trafford Cricket Ground | Manchester        | Lancashire      | 22.000   | 6 (inclusa una semifinale)        |
| Trent Bridge                | Nottingham        | Nottinghamshire | 17.500   | 5                                 |
| Rose Bowl Cricket Ground    | Southampton       | Hampshire       | 25.000   | 5                                 |
| Taunton County Ground       | Taunton           | Somerset        | 8.500    | 3                                 |

## Cronaca del torneo
La prima parte del girone all'italiana è stata dominata dalla Nuova Zelanda e dall'India. Nelle prime sei partite entrambe le squadre hanno ottenuto cinque vittorie e un no-result, proprio nello scontro diretto cancellato per via della pioggia battente. A tallonare da vicino le due capoliste c'è l'Australia, che vince tutte le partite tranne quella con l'India, e l'Inghilterra che ottiene quattro vittorie ma perde contro Pakistan e Sri Lanka.
Nella seconda parte del torneo emergono la selezione australiana e quella pakistana, gli aussies battono l'Inghilterra e la Nuova Zelanda e sono i primi a staccare matematicamente il biglietto per le semifinali, perdono poi l'ultima partita contro i sudafricani (che chiudono con una grande vittoria un torneo molto deludente) dovendosi accontentare del secondo posto. L'India ottiene il primo posto battendo lo Sri Lanka in concomitanza con la sconfitta australiana contro il Sudafrica. 
I pakistani, dopo un inizio disastroso con una sola vittoria e un no-result nelle prime cinque partite, infilano tre vittorie consecutive tra cui quella preziosissima contro i neozelandesi. Anche gli inglesi dopo due sconfitte consecutive (contro Sri Lanka e Australia) riescono a sorpresa a battere l'India e poi la Nuova Zelanda, ottenendo matematicamente il terzo posto nel girone. 
La Nuova Zelanda, dopo un grandioso inizio, subisce tre sconfitte consecutive (Pakistan, Australia e Inghilterra) ed è costretta ad aspettare il risultato della partita tra Pakistan e Bangladesh. I pakistani sono chiamati ad una impresa proibitiva: in caso di vittoria avrebbero gli stessi punti dei neozelandesi, ma un net run rate nettamente inferiore. Per poter passare il turno devono vincere con oltre 300 runs di scarto e marcando più di 400 runs. I pakistani vinceranno nettamente la partita ma con uno scarto abbondantemente inferiore all'obbiettivo, chiudendo al quinto posto e permettendo il passaggio del turno dei neozelandesi.
Entrambe le semifinali riservano sorprese e vedono la vittoria delle due squadre sfavorite. L'India prima classificata viene battuta da una ritrovata Nuova Zelanda, che dopo le tre sconfitte nelle ultime tre partite del girone riesce a sfoderare una grande prestazione. Dopo un innings in battuta non esaltante i neozelandesi sfoderano una grande prestazione al lancio eliminando tutta la formazione indiana con sole 221 runs concesse.
L'Inghilterra riesce molto bene a contenere i battitori australiani, andando poi in battuta con un target molto basso che viene raggiunto in appena 32.1 overs.
La finalissima vede la Nuova Zelanda battere per prima e disputare tutti i 50 overs perdendo otto battitori e marcando 241 runs. L'inghilterra risponde pareggiando il conto proprio all'ultimo lancio, e perdendo contestualmente l'ultimo battitore. Si deve riccorere al Super Over ma anch'esso termina in parità con 15 runs per parte. Persistendo il pareggio, come da regolamento, l'Inghilterra viene dichiarata campione avendo marcato un numero totale di boundaries (battute terminate oltre la corda di delimitazione del campo) superiore a quello neozelandese (26 a 17).

## Torneo

### Primo Turno

#### Partite
| Data           | Luogo                                               | In battuta                                 | Al lancio                                  | Risultato                                            |
| -------------- | --------------------------------------------------- | ------------------------------------------ | ------------------------------------------ | ---------------------------------------------------- |
| 30 maggio 2019 | The Oval Londra, Inghilterra                        | Inghilterra 311/8 (50 overs)               | Sudafrica 207/all out (39.5 overs)         | ENG vince di 104 runs Referto                        |
| 31 maggio 2019 | Trent Bridge Nottingham, Inghilterra                | Pakistan 105/all out (21.4 overs)          | Indie Occidentali 108/3 (13.4 overs)       | WIN vince di 7 wickets Referto                       |
| 1 giugno 2019  | Sophia Gardens Cardiff, Galles                      | Sri Lanka 136/all out (29.2 overs)         | Nuova Zelanda 137/0 (16.1 overs)           | NZL vince di 10 wickets Referto                      |
| 1 giugno 2019  | Bristol County Ground Bristol, Inghilterra          | Afghanistan 207/all out (38.2 overs)       | Australia 209/3 (34.5 overs)               | AUS vince di 7 wickets Referto                       |
| 2 giugno 2019  | The Oval Londra, Inghilterra                        | Bangladesh 330/6 (50 overs)                | Sudafrica 309/8 (50 overs)                 | BAN vince di 21 runs Referto                         |
| 3 giugno 2019  | Trent Bridge Nottingham, Inghilterra                | Pakistan 348/8 (50 overs)                  | Inghilterra 334/9 (50 overs)               | PAK vince di 14 runs Referto                         |
| 4 giugno 2019  | Sophia Gardens Cardiff, Galles                      | Sri Lanka 201/all out (50 overs)           | Afghanistan 152/all out (32.4 overs)       | SRI vince di 34 runs (Metodo D/L) Referto            |
| 5 giugno 2019  | Rose Bowl Cricket Ground Southampton, Inghilterra   | Sudafrica 227/9 (50 overs)                 | India 230/4 (47.3 overs)                   | IND vince di 6 wickets Referto                       |
| 5 giugno 2019  | The Oval Londra, Inghilterra                        | Bangladesh 244/all out (50 overs)          | Nuova Zelanda 248/8 (47.1 overs)           | NZL vince di 2 wickets Referto                       |
| 6 giugno 2019  | Trent Bridge Nottingham, Inghilterra                | Australia 288/all out (49 overs)           | Indie Occidentali 273/9 (50 overs)         | AUS vince di 15 runs Referto                         |
| 7 giugno 2019  | Bristol County Ground Bristol, Inghilterra          | Pakistan                                   | Sri Lanka                                  | Partita abbandonata (nessuna palla lanciata) Referto |
| 8 giugno 2019  | Sophia Gardens Cardiff, Galles                      | Inghilterra 386/6 (50 overs)               | Bangladesh 280/all out (48.5 overs)        | ENG vince di 106 runs Referto                        |
| 8 giugno 2019  | Taunton County Ground Taunton, Inghilterra          | Afghanistan 172/all out (41.1 overs)       | Nuova Zelanda 173/3 (32.1 overs)           | NZL vince di 7 wickets Referto                       |
| 9 giugno 2019  | The Oval Londra, Inghilterra                        | India 352/5 (50 overs)                     | Australia 316/all out (50 overs)           | IND vince di 36 runs Referto                         |
| 10 giugno 2019 | Rose Bowl Cricket Ground Southampton, Inghilterra   | Sudafrica 29/2 (7.3 overs)                 | Indie Occidentali                          | Nessun risultato Referto                             |
| 11 giugno 2019 | Bristol County Ground Bristol, Inghilterra          | Bangladesh                                 | Sri Lanka                                  | Partita abbandonata (nessuna palla lanciata) Referto |
| 12 giugno 2019 | Taunton County Ground Taunton, Inghilterra          | Australia 307/all out (49 overs)           | Pakistan 266/all out (45.4 overs)          | AUS vince di 41 runs Referto                         |
| 13 giugno 2019 | Trent Bridge Nottingham, Inghilterra                | India                                      | Nuova Zelanda                              | Partita abbandonata (nessuna palla lanciata) Referto |
| 14 giugno 2019 | Rose Bowl Cricket Ground Southampton, Inghilterra   | Indie Occidentali 212/all out (44.4 overs) | Inghilterra 213/2 (33.1 overs)             | ENG vince di 8 wickets Referto                       |
| 15 giugno 2019 | The Oval Londra, Inghilterra                        | Australia 334/7 (50 overs)                 | Sri Lanka 247/all out (45.5 overs)         | AUS vince di 87 runs Referto                         |
| 15 giugno 2019 | Sophia Gardens Cardiff, Galles                      | Afghanistan 125/all out (34.1/48 overs)    | Sudafrica 131/1 (28.4/48 overs)            | SA vince di 9 wickets (Metodo D/L) Referto           |
| 16 giugno 2019 | Old Trafford Cricket Ground Manchester, Inghilterra | India 336/5 (50 overs)                     | Pakistan 212/6 (40 overs)                  | IND vince di 89 runs (Metodo D/L) Referto            |
| 17 giugno 2019 | Taunton County Ground Taunton, Inghilterra          | Indie Occidentali 321/8 (50 overs)         | Bangladesh 322/3 (41.3 overs)              | BAN vince di 7 wickets Referto                       |
| 18 giugno 2019 | Old Trafford Cricket Ground Manchester, Inghilterra | Inghilterra 397/6 (50 overs)               | Afghanistan 247/8 (50 overs)               | ENG vince di 150 runs Referto                        |
| 19 giugno 2019 | Edgbaston Cricket Ground Birmingham, Inghilterra    | Sudafrica 241/6 (49/49 overs)              | Nuova Zelanda 245/6 (48.3/49 overs)        | NZL vince di 4 wickets Referto                       |
| 20 giugno 2019 | Trent Bridge Nottingham, Inghilterra                | Australia 381/5 (50 overs)                 | Bangladesh 333/8 (50 overs)                | AUS vince di 48 runs Referto                         |
| 21 giugno 2019 | Headingley Cricket Ground Leeds, Inghilterra        | Sri Lanka 232/9 (50 overs)                 | Inghilterra 212/all out (47 overs)         | SRI vince di 20 runs Referto                         |
| 22 giugno 2019 | Rose Bowl Cricket Ground Southampton, Inghilterra   | India 224/8 (50 overs)                     | Afghanistan 213/all out (49.5 overs)       | IND vince di 11 runs Referto                         |
| 22 giugno 2019 | Old Trafford Cricket Ground Manchester, Inghilterra | Nuova Zelanda 291/8 (50 overs)             | Indie Occidentali 286/all out (49 overs)   | NZL vince di 5 runs Referto                          |
| 23 giugno 2019 | Lord's Cricket Ground Londra, Inghilterra           | Pakistan 308/7 (50 overs)                  | Sudafrica 259/9 (50 overs)                 | PAK vince di 49 runs Referto                         |
| 24 giugno 2019 | Rose Bowl Cricket Ground Southampton, Inghilterra   | Bangladesh 262/7 (50 overs)                | Afghanistan 200/all out (47 overs)         | BAN vince di 62 runs Referto                         |
| 25 giugno 2019 | Lord's Cricket Ground Londra, Inghilterra           | Australia 285/7 (50 overs)                 | Inghilterra 221/all out (44.4 overs)       | AUS vince di 64 runs Referto                         |
| 26 giugno 2019 | Edgbaston Cricket Ground Birmingham, Inghilterra    | Nuova Zelanda 237/6 (50 overs)             | Pakistan 241/4 (49.1 overs)                | PAK vince di 6 wickets Referto                       |
| 27 giugno 2019 | Old Trafford Cricket Ground Manchester, Inghilterra | India 268/7 (50 overs)                     | Indie Occidentali 143/all out (34.2 overs) | IND vince di 125 runs Referto                        |
| 28 giugno 2019 | Riverside Ground Chester-le-Street, Inghilterra     | Sri Lanka 203/all out (49.3 overs)         | Sudafrica 206/1 (37.2 overs)               | SA vince di 9 wickets Referto                        |
| 29 giugno 2019 | Headingley Cricket Ground Leeds, Inghilterra        | Afghanistan 227/9 (50 overs)               | Pakistan 230/7 (49.4 overs)                | PAK vince di 3 wickets Referto                       |
| 29 giugno 2019 | Lord's Cricket Ground Londra, Inghilterra           | Australia 243/9 (50 overs)                 | Nuova Zelanda 157/all out (43.4 overs)     | AUS vince di 86 runs Referto                         |
| 30 giugno 2019 | Edgbaston Cricket Ground Birmingham, Inghilterra    | Inghilterra 337/7 (50 overs)               | India 306/5 (50 overs)                     | ENG vince di 31 runs Referto                         |
| 1 luglio 2019  | Riverside Ground Chester-le-Street, Inghilterra     | Sri Lanka 338/6 (50 overs)                 | Indie Occidentali 315/9 (50 overs)         | SRI vince di 23 runs Referto                         |
| 2 luglio 2019  | Edgbaston Cricket Ground Birmingham, Inghilterra    | India 314/9 (50 overs)                     | Bangladesh 286/all out (48 overs)          | IND vince di 28 runs Referto                         |
| 3 luglio 2019  | Riverside Ground Chester-le-Street, Inghilterra     | Inghilterra 305/8 (50 overs)               | Nuova Zelanda 186/all out (45 overs)       | ENG vince di 119 runs Referto                        |
| 4 luglio 2019  | Headingley Cricket Ground Leeds, Inghilterra        | Indie Occidentali 311/6 (50 overs)         | Afghanistan 288/all out (50 overs)         | WIN vince di 23 runs Referto                         |
| 5 luglio 2019  | Lord's Cricket Ground Londra, Inghilterra           | Pakistan 315/9 (50 overs)                  | Bangladesh 221/all out (44.1 overs)        | PAK vince di 94 runs Referto                         |
| 6 luglio 2019  | Headingley Cricket Ground Leeds, Inghilterra        | Sri Lanka 264/7 (50 overs)                 | India 265/3 (43.3 overs)                   | IND vince di 7 wickets Referto                       |
| 6 luglio 2019  | Old Trafford Cricket Ground Manchester, Inghilterra | Sudafrica 325/6 (50 overs)                 | Australia 315/all out (49.5 overs)         | SA vince di 10 runs Referto                          |

#### Classifica
| Squadra           | G | V | S | P | NR | NRR    | Pts |
| ----------------- | - | - | - | - | -- | ------ | --- |
| India             | 9 | 7 | 1 | 0 | 1  | +0,809 | 15  |
| Australia         | 9 | 7 | 2 | 0 | 0  | +0,868 | 14  |
| Inghilterra       | 9 | 6 | 3 | 0 | 0  | +1,152 | 12  |
| Nuova Zelanda     | 9 | 5 | 3 | 0 | 1  | +0,175 | 11  |
| Pakistan          | 9 | 5 | 3 | 0 | 1  | -0,430 | 11  |
| Sri Lanka         | 9 | 3 | 4 | 0 | 2  | -0,919 | 8   |
| Sudafrica         | 9 | 3 | 5 | 0 | 1  | -0,030 | 7   |
| Bangladesh        | 9 | 3 | 5 | 0 | 1  | -0,410 | 7   |
| Indie Occidentali | 9 | 2 | 6 | 0 | 1  | -0,225 | 5   |
| Afghanistan       | 9 | 0 | 9 | 0 | 0  | -1,322 | 0   |

### Eliminazione diretta
|  | Semifinali | Semifinali    | Semifinali  |             |               | Finale        | Finale | Finale |  |
|  |            |               |             |             |               |               |        |        |  |
|  | 1          | India         | 221/ao      |             |               |               |        |        |  |
|  | 1          | India         | 221/ao      |             |               |               |        |        |  |
|  | 4          | Nuova Zelanda | 239/8       |             |               |               |        |        |  |
|  | 4          | Nuova Zelanda | 239/8       |             | Nuova Zelanda | Nuova Zelanda | 241/8  |        |  |
|  |            |               |             |             | Nuova Zelanda | Nuova Zelanda | 241/8  |        |  |
|  |            |               | Inghilterra | Inghilterra | 241/ao        |               |        |        |  |
|  | 2          | Australia     | Inghilterra | Inghilterra | 241/ao        | 223/ao        |        |        |  |
|  | 2          | Australia     |             |             |               |               |        |        |  |
|  | 3          | Inghilterra   | 226/2       |             |               |               |        |        |  |

#### Semifinali
| Data             | Luogo                                               | In battuta                       | Al lancio                      | Risultato                      |
| ---------------- | --------------------------------------------------- | -------------------------------- | ------------------------------ | ------------------------------ |
| 9-10 luglio 2019 | Old Trafford Cricket Ground Manchester, Inghilterra | Nuova Zelanda 239/8 (50 overs)   | India 221/all out (49.3 overs) | NZL vince di 18 runs Referto   |
| 11 luglio 2019   | Edgbaston Cricket Ground Birmingham, Inghilterra    | Australia 223/all out (49 overs) | Inghilterra 226/2 (32.1 overs) | ENG vince di 8 wickets Referto |

#### Finale
| Data           | Luogo                                     | In battuta                                                     | Al lancio                                                          | Risultato                                                        |
| -------------- | ----------------------------------------- | -------------------------------------------------------------- | ------------------------------------------------------------------ | ---------------------------------------------------------------- |
| 14 luglio 2019 | Lord's Cricket Ground Londra, Inghilterra | Nuova Zelanda 241/8 (50 overs) Super Over: 15/1 Boundaries: 17 | Inghilterra 241/all out (50 overs) Super Over: 15/0 Boundaries: 26 | Pareggio - ENG vince per il maggior numero di boundaries Referto |